# 2-naftilammina
La 2-naftilammina è uno degli agenti chimici la cui produzione, lavorazione ed impiego sul lavoro è vietata ai sensi del D. Lgs. 81/08, titolo IX, capo I, art. 228, c. 1, all. XL, qualora usata in concentrazione superiore allo 0,1% in peso.
La 2-naftilammina  (o β-naftilammina) è un'ammina derivata dal naftalene avente formula C10H7NH2. A temperatura ambiente la sostanza si presenta come solido incolore, anche se i campioni assumono un colore rossastro per ossidazione a contatto con l'aria. La β-naftilammina è stata riconosciuta come sostanza cancerogena e oggi è stata largamente sostituita nei suoi utilizzi con composti meno tossici.

## Preparazione
La 2-naftilammina si può ottenere dal 2-naftolo riscaldandolo a 150 °C sotto pressione di 6 atmosfere con bisolfito di ammonio e ammoniaca, quindi utilizzando la reazione di Bucherer, oppure riscaldandolo a 200-210 °C con cloruro di zinco sempre in presenza di ammoniaca, sfruttando l'azione catalitica degli acidi di Lewis. Il suo acetil derivato può essere prodotto scaldando il 2-naftolo con acetato di ammonio a 270-280 °C.

## Reazioni
La 2-naftilammina reagisce con il cloruro ferrico dando un solido incolore. Se ridotta con sodio in una soluzione di alcol amilico bollente, forma tetraidro-3-naftilammina, che esibisce le proprietà delle ammine alifatiche, ha odore di ammoniaca e non può essere diazotata.
Se sottoposta a ossidazione porta alla formazione di acido orto-carbossi-idrocinnamico, HO2CC6H4CH2CH2CO2H.

## Utilizzo
Diversi acidi β-naftilamminosolfonici derivati dalla 2-naftilammina sono tutti utilizzanti in commercio come intermedi nella fabbricazione dei coloranti. Di questi i più importanti sono l'acido di Bronner (acido 2-naftilammino-6-solfonico) e l'acido di Dahl (acido 2-naftilammino-5-solfonico), poiché, combinati con l'orto-tetrazoditolo producono un colorante rosso vivido. A causa della cancerogenicità della 2-naftilammina, questi derivati sono principalmente preparati per amminazione dei corrispondenti naftoli.

## Ruolo nello sviluppo della malattia
La presenza di 2-naftilammina, come di molte altre sostanze cancerogene, è stata riscontrata nel fumo di sigaretta e la sostanza è inoltre un sottoprodotto di scarto della produzione di anilina. La 2-naftilammina è ritenuta responsabile di contribuire allo sviluppo del cancro della vescica.
Quando arriva a livello epatico la 2-naftilammina viene disattivata dal citocromo P450, che la trasforma nell'idrossilammina corrispondente, e da una glucurono transferasi che trasporta il gruppo glucuronico sull'azoto. Il composto glucuronato viene quindi eliminato a livello dei tubuli renali dove però entra in contatto con l'ambiente acido dell'urina; ciò fa sì che il gruppo glucuronico si distacchi e che si formi una specie cationica, un nitroione, altamente reattiva che si lega al DNA delle cellule dei tubuli renali portando, dopo un lungo lasso di tempo, al cancro della vescica.